# Rabensteiner Höhe mit Zeyerner Wand
Koordinaten: 50° 15′ 54″ N, 11° 23′ 47″ O

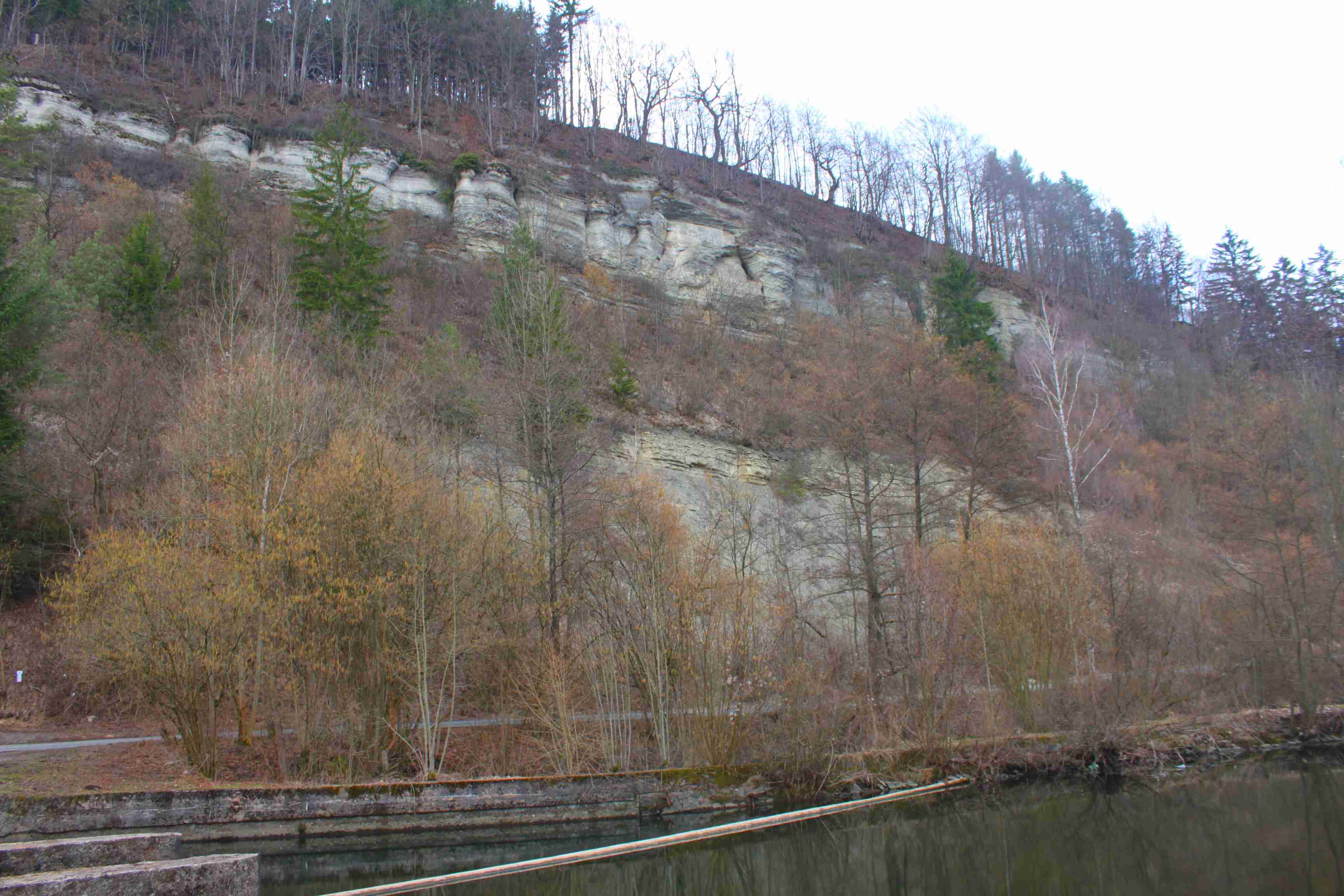
Zeyerner Wand, ein Prallhang der Ur-Rodach, Teil des Naturschutzgebietes Rabensteiner Höhe mit Zeyerner Wand (März 2011)

Das Naturschutzgebiet Rabensteiner Höhe mit Zeyerner Wand liegt auf dem Gebiet des Marktes Marktrodach im Landkreis Kronach in Oberfranken.
Das 12,3  ha große Gebiet mit der Nr. NSG-00234.01, das im Jahr 1985 unter Naturschutz gestellt wurde, erstreckt sich westlich des Kernortes Zeyern direkt entlang der am südöstlichen Rand fließenden Rodach. Östlich verläuft die B 173.
Es handelt sich um einen natürlichen Aufschluss des Unteren Muschelkalkes.